# Edith Marion Patch
Edith Marion Patch, née le 27 juillet 1876 à Worcester dans le Massachusetts, et morte le 28 septembre 1954 à Old Town, dans le Maine, est une entomologiste et écrivaine américaine. Elle sort diplômée de l'Université du Minnesota en 1901 et se lance dans une carrière de professeur d'anglais avant d'avoir l'opportunité d'organiser le département d'entomologie de l'Université du Maine. Devenue cheffe du département d'entomologie en 1904 et, malgré les réticences de plusieurs collègues masculins quant à la présence d'une femme à la tête du département, elle reste à ce poste jusqu'à sa retraite en 1937. Edith Patch est la première femme à avoir réussi une carrière d'entomologiste professionnelle aux États-Unis. Sa maison à Old Town, dans le Maine, est inscrite au registre national des lieux historiques en 2001.

## Carrière universitaire
Patch a obtenu sa maîtrise de l'université du Maine en 1910 et un doctorat de l'université Cornell à Ithaca, en 1911. Elle est reconnue comme une experte des pucerons et a publié un catalogue des plantes hôtes par espèce de puceron en 1938. Elle est devenue en 1930 la première femme présidente de la Société d'entomologie d'Amérique.
Elle a publié environ quatre-vingts articles scientifiques sur les pucerons, leur identification, leur biologie et le rôle qu'ils jouent dans l'environnement. C'est également elle qui a découvert que les œufs du puceron du melon (Aphis gossypii, Glover) hivernaient sur une crassulacée (Sedum purpureum) et que l'élimination de cette plante du voisinage des cultures réduisait l'infestation l'année suivante,. À la fin de sa carrière, elle est gratifiée d'un titre de Docteur Honoris Causa par l'université du Maine, ce qui lui permet d'intégrer la sororité Sigma Delta Epsilon dont elle devient membre d'honneur.

## Carrière littéraire
Edith Marion Patch s'est lancée dans l'écriture de livres et d'articles de magazine sur l'histoire naturelle destinés aux enfants, afin de stimuler leur intérêt et leur enthousiasme pour le monde naturel.
Ils ont d'abord été publiés par la Pine Cone Publishing Company d'Orono, sans doute à compte d'auteur. En 1913, elle édite Dame Bug and her Babies, une collection de 18 histoires sur des mères insectes et leurs petits. Cette publication a suscité chez elle une passion pour l'éducation des jeunes esprits à la nature, à travers ses écrits. Une autre publication, A little gateways to science, racontait l'histoire de 12 oiseaux et les effets délétères de l'activité humaine sur la nature. Plus tard, après que sa réputation d'écrivain d'histoire naturelle pour enfants soit établie, elle a été engagée par Macmillan Publishers. Avec eux, elle a produit la Holiday Series, sur la faune et la flore de divers habitats, la Neighbor Series, avec des informations sur les animaux sauvages dans leur environnement naturel, et enfin les Science Readers pour les écoles, couvrant des sujets scientifiques pour les élèves de primaire.

## La maison d'Edith Patch

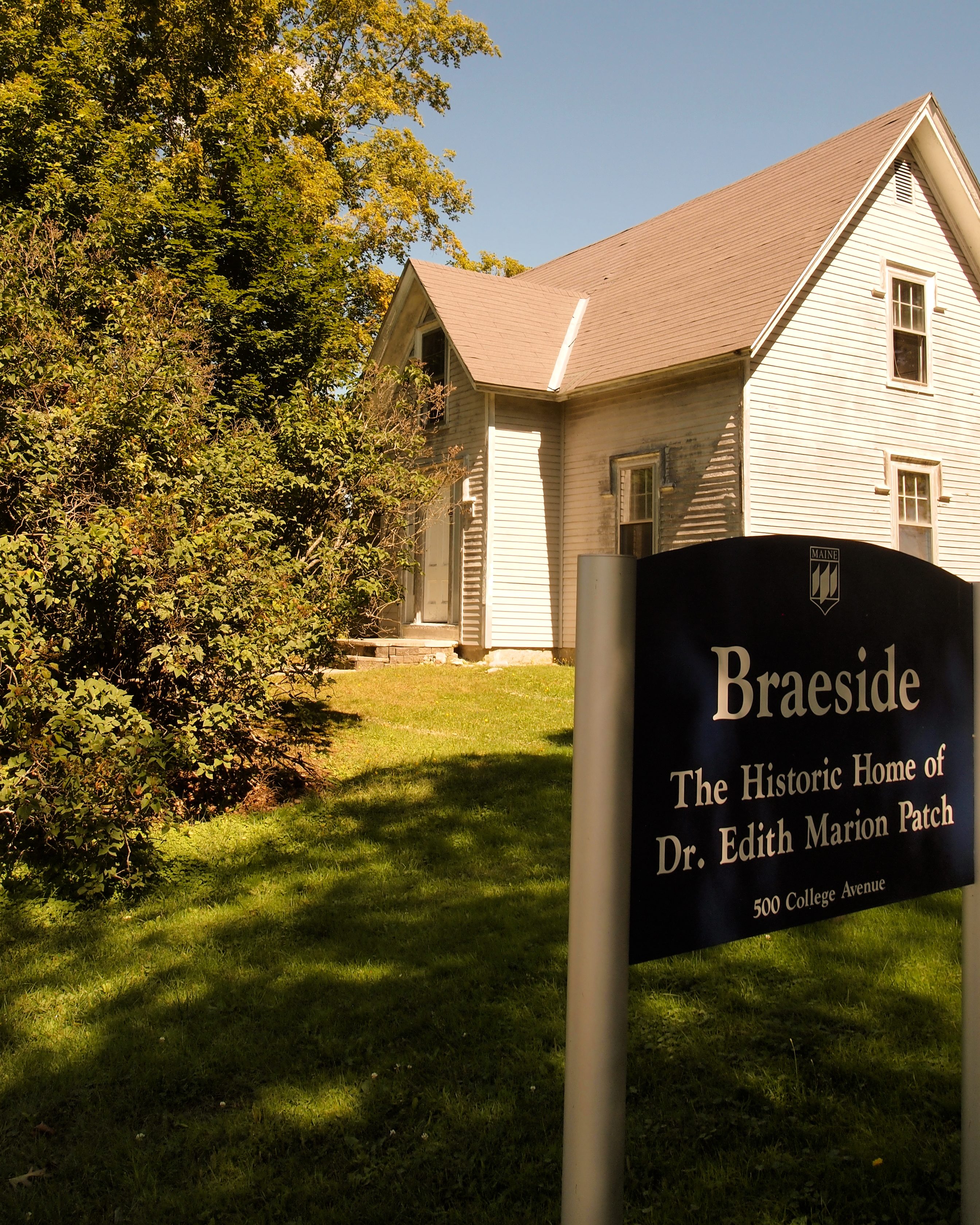
La maison d'Edith Marion Patch à Old Town dans le Maine.

En 1913, Edith Patch achète une vieille ferme à Old Town, dans le Maine, ou elle résidera jusqu'à sa mort en 1954. La propriété se compose de 15 hectares de jardins sauvages, abritant de nombreux insectes et où sa propriétaire passe son temps libre à étudier la nature et à écrire. La maison est devenue  la propriété de l'Université du Maine après sa mort et a été utilisée comme logement pour les étudiants.
Dans les années 1990, elle était vouée à la démolition car elle ne répondait plus aux normes de sécurité pour ce type de bâtiment et un arrangement est conclu pour permettre qu'elle soit brûlée lors d'un exercice d'entraînement pour les pompiers. En 1997, quelques jours avant qu'elle ne soit incendiée, des militants ont réussi à la faire ajouter à la liste des propriétés les plus menacées du Maine et elle a été sauvée pour la postérité. En 2001, elle est ajoutée au Registre national des lieux historiques.